# 빌헬름 카나리스
빌헬름 프란츠 카나리스 (Wilhelm Franz Canaris, 1887년 1월 1일 - 1945년 4월 9일)은 제1차 세계대전과 제2차 세계대전에서 활약한 독일의 해군 군인이다. 그는 제2차 세계대전에서 독일 국방군의 첩보기관인 아프베어의 사령관으로서 반히틀러 음모를 꾸몄다가 후에 발각되어 처형되었다.

## 초기이력
카나리스는 베스트팔리아의 도르트문트의 부유한 실업가의 아들로 태어났다. 그는 그리스식의 성(姓)때문에 스스로를 그리스계 독일인으로 알고 있었으나, 후에 밝혀진 바로는 이탈리아 이민자의 후손이었다.
1905년 17세에 그는 독일 제국 해군에 들어갔고, 이때부터 순양함 드레스덴의 정보로 일하기 시작하였다.
드레스덴은 아르헨티나 앞바다에서 벌어진 포클랜드 해전에서 살아남은 유일한 독일 군함이었다. 그러나 컴버랜드 만에 정박해 있는 동안 영국군에게 나포되어 대부분의 승조원은 포로가 되었다. 그러나 카나리스는 이를 탈출했고, 유창한 스페인어와 영어 실력과 독일 사업가의 도움으로 적국 영국을 포함한 여러나라를 거쳐 1917년 10월 독일로 돌아왔다.
귀국후 그는 다시 정보부문에서 일하게 되었고 에스파냐로 파견되었다. 1917년 말부터 전선으로 복귀하여 잠수함 함장을 맡아 지중해에서 18척을 격침했다.
1919년 카나리스는 에리카 바그와 결혼했고 후에 두 명의 딸을 낳았다.

## 대전 사이의 기간
카나리스는 종전과 함께 제정이 무너지고 공화정이 세워진 다음에도 군에 남았다. 그는 좌익 세력에 반대하는 군인들의 모임인 자유 군단의 회원이었다. 그는 이후 계속 빠르게 승진하여 1931년에는 대령이 되었고, 순양함 베를린의 함장을 역임하였다. 그리고 후에는 전함 실레지엔의 함장이 되었다. 이후 다시 정보업무를 맡게 되었고, 이때 독일의 여러 고위 인물들과 만나서 정치에 간여하였다. 그는 좌익에 반대하는 우익계의 인물들과 교유하였다. 1930년과 33년 사이에 카나리스는 당원이 되지는 않았지만, 나치당의 인물들과 교유하였고, 나치당이 정권을 잡도록 도왔다.
1933년 히틀러가 집권하자, 1935년 1월 카나리스는 군사정보기관인 아프베어의 사령관이 되었다. 그는 이후 준장으로 승진하였고, 스페인을 거점으로 한 독일 스파이 조직을 구성하였다. 스페인 내전에서 히틀러는 처음에 주저했지만, 카나리스는 독일이 파시스트인 프란시스코 프랑코의 반란군을 지원하도록 주선하기도 하였다.
카나리스는 투철한 반공주의자였기 때문에 1937년까지는 히틀러의 지지자였으나, 1938년부터 히틀러의 모험주의와 대외침략 노선이 독일을 재앙으로 이끌 것이라는 것을 깨닫고, 히틀러 체제에 반대하는 음모를 꾸미기 시작했다.
카나리스는 히틀러의 팽창주의를 막기 위해 먼저 체코슬로바키아를 병합하는 것을 막으려고 하였다. 또한 프랑코를 움직여 독일이 지브롤터를 탈취하는 것을 막도록 하였다.
또한 카나리스는 1938년과 1939년의 미수로 끝난 히틀러 암살음모에 간여하기도 하였다. 그리하여 카나리스의 이름은 독일 상류계급의 반히틀러 모임인 폰 클라이스트 모임에서 자주 거론되었다. 이들은 체코슬로바키아 병합 후 영국이 독일에 선전포고를 하면, 히틀러를 제거하려고 했고, 이를 위해 영국의 MI6과 접촉하기도 하였다. 그러나 이들의 예상과는 달리 영국의 체임벌린 수상은 히틀러의 체코슬로바키아 병합을 용인했고, 폰 클라이스트 모임과 카나리스는 여기에 크게 실망하였다.

카나리스는 1939년 "네덜란드 전쟁의 공포"라는 문건을 만들어 영국에 넘겨주었다. 이것은 전쟁이 시작되면 독일이 네덜란드의 비행장을 영국에 대한 공격의 전진기지로 삼기 위해 네덜란드를 침공할 것이라는 것이었다. 이것은 사실 허위정보였으나, 영국은 이에 놀라 1939년 2월 영국군의 병력이 프랑스에 배치되었다.
카나리스는 계속 영국의 MI6과 접촉하고 있었고, 영국의 신임수상인 처칠이 히틀러를 의도를 막을 것이라는 희망을 가졌다.

## 제2차 세계 대전
이 동안 해군에서 카나리스의 부하였던 라인하르트 하이드리히는 나치당의 보안조직인 SD의 책임자가 되어 카나리스의 라이벌이 되었다. 하이드리히는 사실 친분이 있는 카나리스가 아프베어의 사령관이 되는 것을 돕기도 하였다.
하이드리히는 아프베어를 자기 휘하에 두고 싶었고, 카나리스를 감시하고 있었다. 카나리스는 아프베어의 영향력을 확대하기 위해 하이드리히를 돕는 척 했다.
1939년 카나리스는 히틀러의 폴란드 침공의 브리핑을 듣고는 이 정보를 MI6에 알렸다.
전쟁이 발발하자 카나리스는 전선을 방문하여 SS가 벌이는 여러 전쟁 범죄행위를 목도하였다. 또한 아프베어가 수집한 여러 잔혹행위도 보고받았다. 이런 것에 충격을 받은 카나리스는 위험을 무릅스고 적극적으로 반히틀러 운동에 가담하였다. 1940년 1월 카나리스는 해군 대장이 되었고, 히틀러에 반대하는 독일 장교들의 모임(검은 오케스트라)을 비밀리에 이끌었다.
바르바로사 작전이 시작되기 전에 아프베어는 MI6과의 커넥션을 통해 영국이 수집한 소련군 정보를 입수하였다. 그러나 이는 도리어 힘러와 하이드리히의 의심을 샀고, 카나리스가 MI6과 모종의 커넥션이 있다는 사실을 이들이 알아차리는 계기가 되었다.

1942년 이후 카나리스는 스페인을 자주 방문하여 영국의 정보원과 자주 접촉하였고, 심지어는 비시 프랑스에서 만나기도 하였다. 카나리스는 이들 접촉에서 독일 군부가 히틀러를 제거한 후 영국과의 종전 협상 조건을 논의했으나, 처칠은 무조건 항복만을 요구하였다.
카나리스는 하이드리히 휘하의 SD에 잡힌 영국 요원을 아프베어의 "이중간첩"이라고 변명하여 석방시키기도 하였다. 그러나 하이드리히는 카나리스를 의심하였고, 아프베어를 SD 지휘 하에 놓으라고 요구하였다. 카나리스는 이를 듣는척 하면서 다른 루트를 통해 영국과의 접촉을 계속하였다.
카나리스는 유대인 수백명을 포함한 나치의 피해자들을 구출하기도 하였다. 이들은 아프베어의 요원임을 증명하는 서류를 가지고 독일을 떠나 피난할 수 있었다.
한편 하이드리히는 MI6의 요원에 의해서 프라하에서 암살되었고, 카나리스는 독일의 정보부문 계속 중요한 역할을 수행하였다.

## 몰락과 처형
카나리스의 이러한 이중행위는 히틀러의 그에 대한 의심을 증가시켰고, 1944년 2월 마침내 아프베어의 사령관에서 해임되었다. 그가 해임된 이후 아프베어는 SD와 합병되었다. 몇주 후 카나리스는 자택 연금되었다. 이것은 그가 1944년 7월 20일 히틀러 암살 미수 사건에 개입하는 것을 막았다.
그러나 스탈린그라드 전투의 참패 직후, 카나리스는 이미 쿠데타를 준비하고 있었다. 이것이 성공하면 히틀러를 포함한 나치 고위당원들을 체포하여 전쟁범죄자로 기소할 예정이었다.
그러나 7월 20일의 사건 이후, 많은 장교들이 여기에 연루되어 하인리히 힘러가 총수로 있는 SS에 체포되었고, 고문 끝에 이들의 입에서 결국 카나리스의 이름이 나오기 시작했다.
힘러는 히틀러 몰락후 영국과의 접촉을 위해 카나리스를 당분간 손대지 않았고, 히틀러는 더많은 연루자를 캐기 위해 마찬가지로 행동했다.힘러는 자신의 계획이 별로 가능성이 없다고 판단되자 히틀러의 승인을 받아 카나리스를 체포하여 군법회의에 넘겼고, 카나리스는 사형을 선고받았다.
카나리스는 독일의 항복을 한 달여 앞둔 1945년 4월 9일, 디트리히 본회퍼와 같은 다른 연루자들과 함께 처형되었다. 카나리스의 부관인 에르빈 폰 라호우젠과 한스 기제비우스는 뉘른베르크 재판에서 카나리스의 이러한 반히틀러 행위를 증언하였다.